# Рона (Румунія)
Рона (рум. Rona) — село у повіті Селаж в Румунії. Адміністративно підпорядковане місту Жибоу.
Село розташоване на відстані 382 км на північний захід від Бухареста, 20 км на північний схід від Залеу, 59 км на північний захід від Клуж-Напоки.

## Населення
За даними перепису населення 2002 року у селі проживала 371 особа, з них 370 осіб (99,7%) румунів. Усі жителі села рідною мовою назвали румунську.